# Ледрю, Николя-Филипп
Николя-Филипп Ледрю (1731—1807), известный как Комю, — популярный французский физик-демонстратор, фокусник-манипулятор и иллюзионист XVIII века. Имел двух сыновей: Жака Филиппа Ледрю (1754—1832), члена Французской Национальной Академии медицины и мэра одной из коммун Парижа, и Жака Огюста Ледрю, работавшего инспектором ломбардов. Последний, в свою очередь, является отцом юриста и политика Александра Огюста Ледрю-Роллена.
Николя-Филипп Ледрю взял себе псевдоним Комю (фр. Comus) по имени греческого бога празднеств и пирушек Кома (Комуса) и развлекал королевскую семью, аристократов и широкую публику своими научными экспериментами. Он активно путешествовал по всей Европе, демонстрируя свои трюки, и приобрёл большую популярность. В Париже у него был свой зал для демонстраций, где он показывал публике многочисленные эксперименты со звуком, светом, электричеством, магнетизмом, несжимаемостью воды и т. п. Там же он демонстрировал иллюзионистские номера: женщину-робота, одевавшуюся по просьбе публики; лицо с глазами, принимавшими цвет зрачков смотрящего на это лицо человека; искусственную руку, записывавшую мысли аудитории; «сирену», отвечавшую на вопросы публики, и т. д. Комю иногда выступал с номерами при дворе Людовика XVI, и один раз — перед Иосифом II, императором Священной Римской империи.
Помимо трюков он изобрёл новую систему для морских карт и способ применения электричества в терапевтических целях для лечения болезни нервной системы или, проще, эпилепсии. Людовик XV, назначивший его своим врачом, присвоил ему титул Professeur de Physique des Enfants de France. Людовик XVI предписал ему осуществлять практику в новом приюте Médico-Électrique.
В период террора Великой французской революции Комю был заключен в тюрьму, но избежал гильотины. Он умер в 1807 году богатым человеком. Его состояние в конечном итоге перешло к его внуку Александру Огюсту Ледрю-Роллену.
Любопытно, что псевдоним стал настолько популярным, что в начале XIX века во Франции с успехом действовал фокусник Комю II.